# Joga Bonito
Joga Bonito è un singolo del rapper italiano Ensi, pubblicato il 2 agosto 2018 in collaborazione con i rapper Nerone e Axos.

## Tracce
1. Joga Bonito – 3:43